# Bertha Boonants

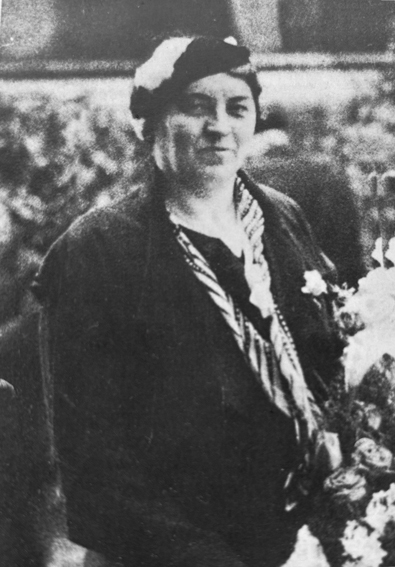
Bertha Boonants

Bertha Boonants (Gent, 12 maart 1888 – 17 november 1970) speelde een belangrijke rol in de christelijke arbeidersbeweging van Gent en was er, als vertegenwoordiger van de beweging in de Katholieke Partij, politiek actief in de tussenoorlogse periode.

## Biografie
Bertha Boonants was de oudste dochter van schoenmaker Ernest Boonants en huisvrouw Marie Sidonia Van Nevel. Ze had vier broers, waarvan een ouder was, en drie zussen, van wie een slechts enkele maanden oud werd. Het gezin was zeer katholiek. Twee broers werden priester, een zus werd religieuze.
Van 1910 tot 1919 gaf Boonants als regentes les aan het Technisch Instituut Onze-Lieve-Vrouw in haar geboortestad. Nadien engageerde ze zich in de Christen Vrouwenbond van het arrondissement Gent-Eeklo, de latere Katholieke Arbeidersvrouwengilde (KAV). Ze werd er voorzitter van in 1925 en speelde zo een belangrijke rol in het overkoepelende ACW, de christelijke arbeidersbeweging van Gent, waar ze bekend was als ‘Juffra Boonants’. In de bladen van de beweging, waaronder het dagblad Het Volk, publiceerde ze regelmatig. Ook was ze actief in verschillende sociale en culturele verenigingen.
Vanaf 1921 werd 'juffra Boonants' ook politiek actief. Bij de gemeenteraadsverkiezingen van 1921 werd ze in Gent als gemeenteraadslid verkozen voor de Katholieke Partij. Ze profileerde zich op arbeiders- en onderwijsthema’s. Bij de volgende gemeenteraadsverkiezingen (1926, 1932 en 1938) werd ze telkens herkozen. Begin 1926 legde ze de eed af als eerste vrouwelijke schepen van de stad waar ze verantwoordelijk werd voor de zgn. ‘sociale werken’.Jules Storm 
In mei 1940 had ze, samen met haar collega's Jules Storme en Désiré Cnudde, én stadssecretaris Albert Norro, een belangrijke inbreng bij het feit dat Gent aan een vernietigende veldslag ontsnapte op 22 en 23 mei. Gent vormde toen het laatste grote bruggenhoofd in de Scheldestelling om de Duitse invallers tegen te houden. 
Het feit dat ze tot juni 1943 actief schepen was gebleven in het Gentse stadbestuur van burgemeester Hendrik Elias tijdens de Tweede Wereldoorlog werd haar later ten kwade geduid. Ze werd echter, net zoals haar mannelijke katholieke collega's Jules Storme en Hector Goossens, niet vervolgd. Na de bevrijding verdween ze uit het openbare leven.
In Oostakker, nabij Gent, werd een straat naar haar genoemd.